# Ballenero Essex
El Essex fue un barco ballenero del siglo XIX de Nantucket, Massachusetts, Estados Unidos. Tenía 27 metros de eslora y 238 toneladas de peso, y estaba capitaneado por George Pollard, Jr., de 28 años de edad. Se lo conoce por ser embestido y hundido por un cachalote en el océano Pacífico en 1820. El incidente inspiró la novela clásica de 1851 Moby-Dick, de Herman Melville.

## Ataque del cachalote y supervivientes
El Essex partió de Nantucket en 1819 para un viaje de un año y tres meses hacia las zonas de caza de ballenas en el Pacífico Sur. El 20 de noviembre de 1820 el Essex se encontró con un cachalote mucho más grande de lo normal, el cual embistió el barco en dos ocasiones y provocó su hundimiento, mientras los tripulantes estaban persiguiendo y arponeando a otros miembros de la manada. El barco naufragó a 2000 millas náuticas (3700 kilómetros) al oeste de la costa occidental de Sudamérica. Tras el naufragio, los veintiún marinos se embarcaron en tres pequeños botes balleneros usados como botes salvavidas, con escasos suministros de comida y agua dulce. Tras algunos días de navegar a la deriva arribaron a la isla deshabitada de  Henderson, perteneciente a las Islas Pitcairn, actualmente territorio de Gran Bretaña.
En la isla Henderson, los hombres se alimentaron de aves, pescado y vegetales; además encontraron una pequeña fuente de agua dulce. Sin embargo, tras una semana, agotaron los recursos naturales de la isla, y concluyeron que esta no podría sostenerlos por mucho más tiempo. La mayoría de los tripulantes del Essex volvieron a sus botes; sin embargo, tres hombres optaron por permanecer en la isla.
El exceso de sodio en la dieta de los marinos y la desnutrición les produjo diarrea, síncopes, debilitamiento, forúnculos, edemas y deficiencia de magnesio, lo cual causa un comportamiento extraño y violento. Como las condiciones empeoraban, los marinos recurrieron a beber su propia orina, al robo y mala administración de la comida. Todos eran fumadores y sufrieron una severa abstinencia cuando el suministro de tabaco se les agotó.

## Canibalismo
Uno por uno los hombres del Essex fueron muriendo. Los primeros en morir fueron amortajados en sus ropas y sepultados en el mar, siguiendo la costumbre. Sin embargo, al agotarse la comida los hombres recurrieron al canibalismo para lograr sobrevivir, alimentándose de los cuerpos de sus compañeros muertos. Hacia el final de la terrible experiencia, la situación en el bote del capitán Pollard se hizo extremadamente crítica. Los hombres debieron hacer un sorteo para determinar quién debía morir para la supervivencia de los demás integrantes de la tripulación. Un joven llamado Owen Coffin, primo menor del capitán Pollard, que él había jurado proteger, perdió el sorteo. Se realizó un nuevo sorteo para determinar quién sería el ejecutor de Coffin. Su joven amigo Charles Ramsdell fue el elegido. Ramsdell le disparó a Coffin, y sus restos fueron consumidos por Pollard, Barzillai Ray y Charles Ramsdell. Algún tiempo después, Ray también murió. Los supervivientes a este viaje, Pollard y Ramsdell, subsistieron royendo los huesos de Coffin y Ray.

## Rescate
Noventa y cinco días después del hundimiento del Essex, fueron rescatados por el ballenero Dauphin (también procedente de Nantucket). Ambos hombres para ese momento estaban tan disociados que ni siquiera notaron el Dauphin junto a ellos. Por su parte, Benjamin Lawrence, Owen Chase y Thomas Nickerson sobrevivieron por su lado por medio de medidas desesperadas similares, y fueron rescatados por el barco mercante británico Indian noventa y tres días después del naufragio del Essex. Pollard, Chase, Ramsdell, Lawrence y Nickerson se reunieron en el puerto de Valparaíso, Chile, donde informaron a los oficiales de los tres hombres varados en la isla Henderson. Se le encomendó el rescate a un barco destinado al transporte por el Pacífico y finalmente fueron rescatados, aunque ya se encontraban al borde de la muerte.
Para el momento del rescate del último de los ocho supervivientes, el 5 de abril de 1821, siete marinos habían servido de alimento a sus compañeros de naufragio.

## Consecuencias

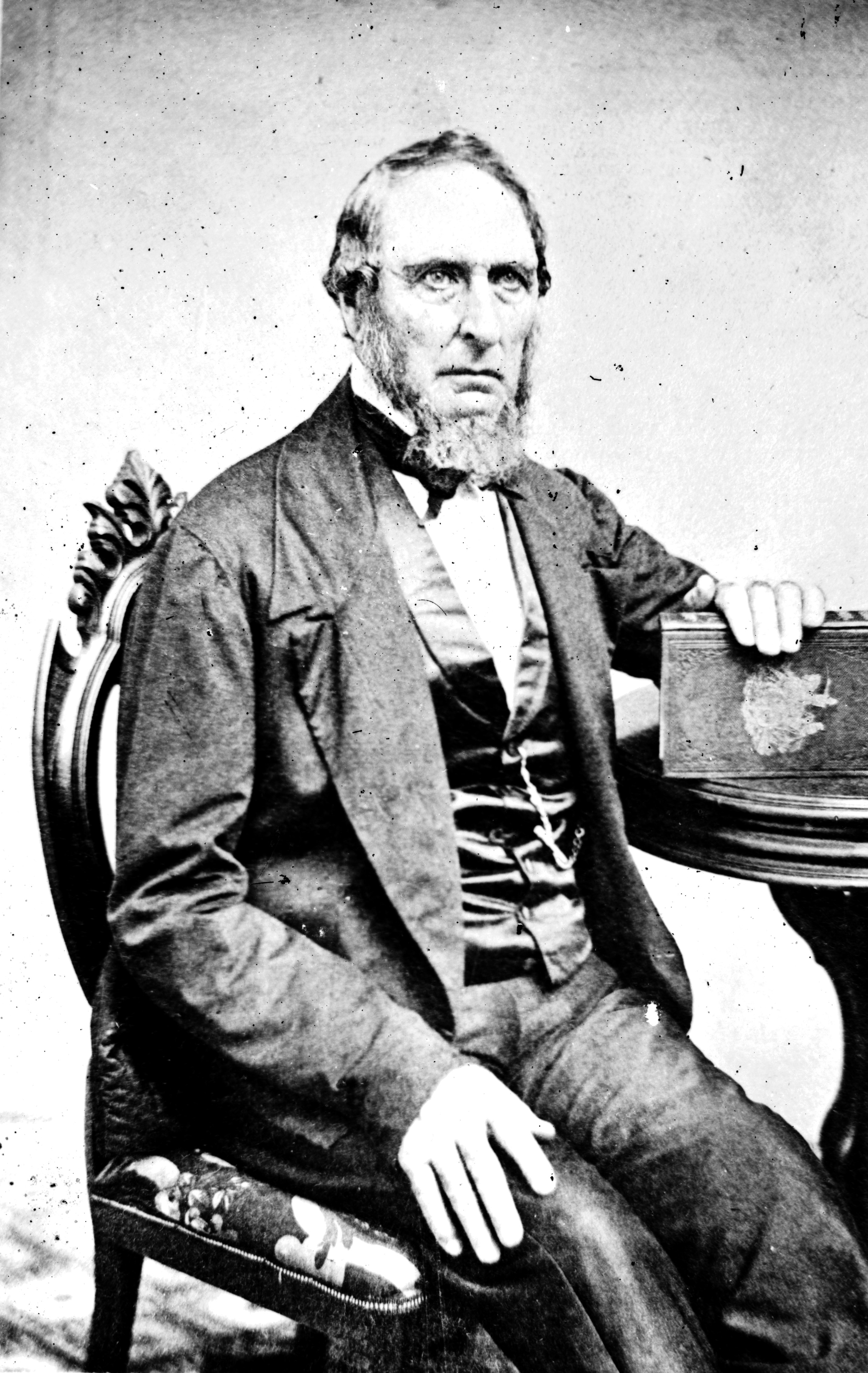
Owen Chase en la vejez.

El primer oficial Owen Chase escribió un relato del desastre, la Narración del más extraordinario y desastroso naufragio del ballenero Essex, la cual empleó Herman Melville para inspirarse en su novela Moby-Dick. Esta no fue la única obra que inspiró. Moby-Dick se publicó en 1851, pero en 1838 a Edgar Allan Poe también lo sedujo la odisea del padre de Chase y fruto de ello fue la primera mitad de La narración de Arthur Gordon Pym, que obviaba el ataque de la ballena para centrarse en la lucha por la supervivencia de los náufragos.
Los recuerdos de la terrible experiencia agobiaron a Chase, quien sufría de dolores de cabeza y terribles pesadillas. Al final de su vida, Chase empezó a esconder la comida en el ático de su casa en Nantucket (Philbrick, p. 244).
El grumete, Thomas Nickerson, escribió otra narración que tituló La pérdida del barco «Essex» hundido por una ballena y la trágica experiencia de la tripulación sobre botes balleneros, la cual no se publicó hasta 1984 por la Asociación de historia de Nantucket. Nickerson escribió esta narración en la vejez y estuvo perdida hasta 1960. No fue hasta 1980 cuando esta narración llegó a manos de Edouard Stackpole, experto en balleneros de Nantucket, el cual se dio cuenta de su importancia.
El capitán George Pollard, Jr. volvería a embarcarse al mando de un nuevo ballenero, el Two Brothers. Naufragó nuevamente en un arrecife de coral de Hawái en 1823; aunque también sobrevivió, quedó estigmatizado como gafe y nunca más capitaneó un barco.

## Literatura
Con el tiempo los rumores del hundimiento llegaron a oídos del joven Herman Melville. Mientras servía en el ballenero Acushnet, se entrevistó con el hijo de Owen Chase, quien servía en otro ballenero. Chase le prestó la narración de la desastrosa aventura de su padre a Melville, quien la leyó en el mar y fue inspirado por la idea de que las ballenas eran capaces de tal nivel de agresión. En su momento, Melville escribió Moby-Dick: o, La ballena, en la cual un cachalote es capaz de actos similares. La trama del libro de Melville se inspiró en la primera parte de la historia del Essex hasta el hundimiento y el título de la obra (también el nombre de la ballena) basado en una publicación, en la cual se narra la historia de un cachalote albino que habitaba el Pacífico Sur llamado Mocha Dick.
In the Heart of the Sea: The Tragedy of the Whaleship Essex (En el corazón del mar: la tragedia del ballenero Essex) es un trabajo de historia marítima ganador del Premio Nacional del Libro, desarrollado por Nathaniel Philbrick. Narra la historia del Essex, incluyendo el punto de vista de Nickerson, además de la visión de Chase.

## Rememoración en Nantucket
Hoy, los empleados de asociación histórica de Nantucket repiten la historia del malogrado barco a diario en una presentación llamada «The Essex Gam».

## Rock
En julio del 2009, la banda alemana de Funeral Doom Metal llamada Ahab estrenó su disco The Divinity Of Oceans, basada en estos hechos.

## Cine
En diciembre del 2015, se estrenó la película En el corazón del mar, dirigida por Ron Howard, la cual relata la tragedia del ballenero Essex.